# Nacktohr-Hirschmaus
Die in Mittelamerika verbreitete Nacktohr-Hirschmaus (Peromyscus gymnotis) ist ein Nagetier in der Gattung der Weißfußmäuse. Sie ist eng mit der Mexikanischen Hirschmaus (Peromyscus mexicanus) verwandt und zählte bis in die 1980er Jahre als deren Unterart.

## Merkmale
Mit einer Gesamtlänge von 202 bis 243 mm, inklusive eines 90 bis 110 mm langen Schwanzes sowie mit einem Gewicht von 31 bis 50 g ist diese Hirschmaus eher klein. Sie hat 24 bis 27 mm lange Hinterfüße und 17 bis 20 mm lange Ohren. Oberseits ist dunkles gelbbraunes Fell vorhanden und unterseits kommt weißliches Fell vor. Der Schwanz ist durchgängig wie der Rücken gefärbt. Unabhängig vom deutschen Namen befinden sich wenige Haare auf den Ohren. Zusätzlich sind die Fußsohlen leicht behaart. Die Zitzen der Weibchen befinden sich hinter der Brust.

## Verbreitung
Diese Weißfußmaus ist in einem breiteren Streifen entlang des Pazifiks vom Bundesstaat Chiapas in Mexiko über Guatemala und El Salvador bis in den Süden von Nicaragua verbreitet. Sie hält sich meist im Flach- und Hügelland auf und erreicht gelegentlich 1675 Meter Höhe. Die Nacktohr-Hirschmaus bewohnt immergrüne Wälder, laubabwerfende Wälder sowie Galeriewälder und besucht manchmal Kaffee-Plantagen.

## Lebensweise
Die nachtaktiven Tiere halten sich auf dem Boden auf und verstecken sich oft zwischen offenliegenden Wurzeln oder Ästen, die auf dem Grund liegen. Zur Nahrung gibt es keine artspezifischen Angaben. Trächtige Weibchen, Neugeborene und ältere Jungtiere sind aus den Monaten März bis August bekannt. Ein Wurf enthält 2 bis 4 Neugeborene.

## Gefährdung
Der Bestand wird durch intensive Landwirtschaft und touristische Aktivitäten beeinflusst. Aus Mexiko gibt es nur wenige Funde. Weiter südlich wird die Art häufig registriert. Die IUCN listet die Nacktohr-Hirschmaus als nicht gefährdet (least concern).